# Tanque do Piauí
Tanque do Piauí é um município brasileiro do estado do Piauí, situado na mesorregião sudeste piauiense, na região conhecida como chapada grande. Sua população era de 2621 habitantes em 2010.
O nome de Tanque do Piauí, é devido a uma localidade chamada de Tanque Velho, onde um senhor chamado de João Marinho construiu um tanque para guardar água da chuva, e o local ficou conhecido como Tanque do João Marinho, mais tarde ele se mudou para o local onde hoje fica o município e levou consigo o nome de Tanque.

## História
Um desacordo entre o prefeito da vizinha cidade de Várzea Grande e os feirantes em 1969 fez com que estes últimos levassem a feira para a região de Tanque isso possibilitou o surgimento do povoado que era pertencente ao município de Oeiras (Piauí) (Até 1992)
No dia 18 de janeiro de 1970 foi celebrada a primeira missa pelo Monsenhor Leopoldo. Seis Anos depois, em 1976, foram erguidas duas construções: o posto de Saúde e a Unidade Escolar, onde hoje funciona o Ensino Médio.
Em 1986 foi ligada a energia elétrica do povoado e a perfuração de um poço tubular com profundidade de 451 metros.

### Primeira Feira
Em 1969 o prefeito de Várzea Grande - PI, mudou a feira daquela cidade, que era na segunda-feira, para o sábado, os feirantes revoltados resolveram fazer a feira no Tanque, sendo realizado no terreiro da casa do Sr. Né Filisminda, debaixo de um pé de oitizeiro, no dia 29 de setembro de 1969, sendo esta a data oficial da primeira feira e de fundação do Povoado Tanque, tempos depois a feira de Várzea Grande voltou a ser realizado na segunda-feira, e os feirantes voltaram para aquela cidade.

### Emancipação
Até o início do ano de 1992, o povoado pertencia a Oeiras, mas, em 19 de abril de 1992, um plebiscito elevou o povoado de Santa rosa à categoria de cidade e o Tanque passou a pertencer à nova cidade.
Como ocorreu com Santa Rosa, o Tanque passou a cidade no dia 14 de dezembro de 1995, após um plebiscito e no dia 1 de janeiro de 1997 foi empossada sua primeira Prefeita, a senhora Joana Vieira da Silva (PFL).
Quando foi emancipada em  14 de dezembro 1995 foi feito um plebiscito para a escolha do nome, entre Lindo Horizonte, Planaltina e Tanque, e Tanque acabou vencendo.

## Geografia
Localiza-se a uma latitude 06º36'00" sul e a uma longitude 42º16'56" oeste, estando a uma altitude de 420 metros (Fonte: Google Earth). Segundo o Instituto Brasileiro de Geografia e Estatística sua população em 2010 era de 2621 habitantes. Sua extensão territorial é de 377,042 km², o que lhe confere a densidade demográfica de 6,95 hab/km².

### Localização
Situado na mesorregião sudeste piauiense, mais precisamente na menor região do sudeste piauiense, na microrregião de Picos.

### Clima
O clima é tropical semiárido, com temperaturas médias que variam entre 17 °C e 36 °C, podendo, algumas vezes, chegar a 39 °C nos meses mais quentes: setembro, outubro e novembro. O período chuvoso se estende de dezembro a abril. Nos meses de junho, julho e agosto as temperaturas mínimas podem chegar a 17 °C, e a umidade relativa do ar a índices abaixo de 40%. No período de maio a outubro há predominância de dias ensolarados com fortes ventos. Por está situada sobre uma chapada (Chapada Grande) às vezes podem ocorrer temperaturas amenas durante o dia, como as registradas em 22 de outubro de 2011 e 2 de novembro de 2011, onde a mínima foi de 19 °C e a máxima de 23 °C, e como em 22 de janeiro de 2012 em que as temperaturas estiveram entre 19 °C e 22 °C.

### Vegetação
A vegetação é de transição cerrado/caatinga com predomínio de árvores de médio e grande porte como pequizeiro, cajuí, candeia, d'anta, faveira, xixá, sambaiba, mangaba, alecrim, angico, aroeira, genipo, babaçu, buriti, carnaúba,  tucum, taboca, bambu, manga, pitomba, canela de velho, pequear, supauba, mata cachorro, mirindiba, marfim, araçá, murici de carrasco, murici de chapada, pinhão roxo, pereiro, mandacaru, melancia da praia, jurubeba, mameleiro, jurema, parreira, ameixa, mangabeira, podoi, mufunbo, pau darco, mutanba, taipoca, tamburil, maria preta, matapasto, capim agreste, ipê, mandinga, chapada e jatobá, canapú, pau de rato, caatinga branca, quina, puçá entre ouras espécie.  .

## Hidrografia
Águas subterrâneas
O potencial hídrico subterrâneo é médio a forte formando assim muitos "olhos d'água", gerando áreas úmidas chamadas regionalmente de brejos, dando assim origem a riachos e grotas.
Águas superficiais
O principal curso d´água é os riachos: caldeirão, racharia, rachearia de dentro, curicaca, angical,  mangueira, vai num torna, frade, jabuti, olho do agua do meio, malhada, buraca, riacho do brejo, rego do carro velho, tucuns, riacho almas, riacho do Araujo,  retiro, boqueirão, rancharia de dentro, riacho dos cocos, riacho do brejinho, jabuti, rancharia e rachiaria de dentro, seno que o Caideira e Racharia se integração com rancarias dentro recebendo as aguas de cerca de mais de 70% dos demais e segue até o rio Canindé. Outras fontes de água presente são açudes, pequenas barragens e cisternas e diversas grotas.

## Espécies aquáticase silvestres
Aquáticos: piau, mandi, corró, traira, cari, Curimatá, piaba entre outras pespecie nativa.
Silvestres: veado, cotia, jabuti, tatu, tatuí, china, mambira (tamandu),  gato do mato, onças, caititu (porco do mato), paca, anta, mocó, macacos, guaribas, soim, guaxinim, raposa entres outros, além das aves como jacu, arara, tucano, lambu, juriti, gavião, recongo, sabiá, bentiví, acauã, rolinha, canaro, entres outras espécie.

## Economia
A  economia do município é baseada na agricultura com destaque para a produção de cereais. A cidade é conhecida como a "Capital da Fava", por causa do plantio do grão e devido à grande produção de fava de faveira, além da fava d'anta, planta nativa da região, muito usada na alimentação de gado, tanto bovino como caprino.
Ainda é destaque no município a produção de caju e a fabricação de Cajuína.
Produção tradicional com método artesanal de derivados da cana de açúcar com engenho com carro de boi,  e fabricação de do Mel, alfinim, rapadura entres outros
Produção de doce de fava, brigadeiro de fava, musse de fava, rapadura de caju, doce de cajú, doce de abobora, entre outros,  

## Cultura e Religião
Estima-se que esta se fortaleça com a criação da secretaria municipal de cultura no início do ano de 2013.
O principal evento cultural é o festival de quadrilhas realizado usualmente no último fim de semana do mês de junho.

### Festejos
Em janeiro é comemorado os festejos de São Sebastião, que é a maior festa do município, sendo realizada em cinco dias de festa. O novenário vai do dia 11 ao dia 20, enquanto os shows vão do dia 17 ao dia 21.
No período de fevereiro a maio é realizado o tradicional e importante campeonato intermunicipal do Povoado Bom Princípio que reuni anualmente equipes de diversas cidades da região e tem um publico de cerca de 5.000 pessoas durante os dias de realização as partidas e o encerramento do torneio coincide com o encerramento dos festejos de Nossa Senhora de Fatima a proei da do povoado dia 13 de maio de cada ano.   O evento já faz parte do calendário de eventos da região é bastante competitivo e de alto  nível das equipes e bastante elevado onde todas as equipes reforçam seus times com um plantel composto de em media 5 atletas profissionais cada o que transforma uma vitrine e uma bela praça esportiva para os amantes do belo futebol que hoje é carente a nível profissional das grandes equipes braseira que hoje não tem mais brilho e meramente de aproveitadores e não aproveitam os grande talentos perdidos neste imenso brasil de desigualdades.
Em julho se realização o encontro dos santos e comunidade Salobro onde o mês de dezembro é comemorado o festejo de Nossa senhora da Conceição na comunidade Salobro situada a cerca de 12 km da sede do município. Este festejo possui mais de 300 anos de existência.
Hoje Tanque do Piauí, uma cidade conhecida por seu comprometimento com o desenvolvimento esportivo e a qualidade de vida de seus habitantes, alcança um novo patamar no cenário esportivo estadual. Em uma movimentação estratégica, o prefeito Tiel Sales oficializou parceria através do sr. Fernando Correia Lima, presidente da Federação de Ciclismo do Piauí, a inclusão da cidade como uma das etapas da prestigiada Copa Sul de Ciclismo.
A iniciativa visa não apenas promover o ciclismo como esporte, mas também como um vetor de desenvolvimento socioeconômico e turístico para a região. "Estamos comprometidos em transformar Tanque do Piauí em um ponto de referência para o ciclismo no estado. A inclusão no circuito da Copa Sul de Ciclismo é um passo gigante nessa direção", afirmou o Prefeito Tiel Sales recentimente agora no mês de janeiro de 2025. 
A escolha de Tanque do Piauí como uma das paradas da Copa Sul não é por acaso. A cidade oferece uma combinação de rotas desafiadoras e paisagens naturais que são ideais para a prática do ciclismo, além de contar com uma comunidade local que tem mostrado crescente interesse pelo esporte.
A entrada de Tanque do Piauí na Copa Sul de Ciclismo promete ser um marco importante para o esporte na região, proporcionando novas oportunidades para atletas e fãs do ciclismo, e colocando a cidade no mapa como destino para grandes eventos esportivos. 
Isto tudo acontece em face da coragem do gestor que em 2024 realizou  um grande evento ciclístico de impacto regional que foi  quando sediou o 1° Tanque MTB, circuito São João de Sene, com quase duzentos atletas de quatro estados diferentes presente. O evento foi um sucesso, atraindo muitas pessoas e gerando renda para o município. Dando evidencia ao município que hoje colhe fruto entrando na etapa regional da importante pratica esportiva. 

#### História
No dia 18 de janeiro de 1970 foi celebrada a primeira missa pelo Monsenhor Leopoldo.
A Igreja de São Sebastião foi construída com os esforços do Grupo de Jovens da época, a qual foi inaugurada  no dia 26 de novembro de 1994.

## Política
A cidade tem como Prefeito atual Natanael Sales de Sousa (Tiel) (PP), eleito em 2024. Atualmente o município tem nove vagas na câmara de vereadores, sendo:
ELEIÇÕES 2024 (LEGISLATURA 2025 A 2028)
1.      ANTONIO SOARES LUSTOSA - PP
2.      FRANCISCO EDINALDO MARTINS DE SOUSA - MDB
3.      JEFERSON NUNES PEREIRA - PP
4.      JOÃO BATISTA GOMES DE LIMA - PSD
5.      JOELMA SILVA DE SOUZA OLIVEIRA - PSD
6.      LUIS DOS SANTOS - PP
7.      MARIA DO ESPÍRITO SANTO DA SILVA VEIRA - MDB
8.      MARIA JOSÉ DE SOUSA - MDB
9.      RAIMUNDO LINDOMAR DE OLIVEIRA - PSD
Eleições
- 1996 - Em outubro 1996 foi realizada a primeira eleição para prefeito no município com apenas dois candidatos: Manoel Silveira Nunes (Né Nunes)- PL e Joana Vieira da Silva (Naninha) PFL, sendo Naninha eleita a primeira prefeita do município de Tanque, tendo como Vice Luís Gonzaga dos Santos (PSDB).
- 2000 -  Essa chapa foi repetida na eleições de 2000 com Vitória de Naninha sobre então vereador Deodato de Araújo Costa (PL), que tinha como vice o professor Francisco Xavier de Carvalho (senhor)(PMDB).
- 2004 - Deodato, que havia perdido a eleição anterior foi eleito prefeito com Antônio da Silva Veira (Tonheiro)(PCdoB), ficando à frente de José Anísio de Moura Torres (então no PSDB) com a vice Lúcia Soares (PFL).
- 2008 Deodato foi reeleito em 2008 vencendo Gilberto Vieira (DEM) com eu vice Kerme Cavalho (PT).
- 2012 Francisco Pereira da Silva Filho (Filho Tiú) (PT) é eleito prefeito com Elvira Pereira (PP), derrotando José Maria Vieira (PSDB) que tinha como vice Raimundo Fontenele (PSB)
- 2016 Francisco Pereira da Silva Filho (Filho Tiú) (PT) é reeleito prefeito com Elvira Pereira (PP), derrotando Deodato de Araújo Costa (PL) que tinha como vice Renato Pereira da Silva (PSB)
- 2020 Natanael Sales de Sousa (Tiel) (PP)
- Em 2024 Natanael Sales de Sousa (Tiel) (PP) foi reeleito prefeito com Assuero de Araújo Costa Cunha (Assuero Costa ) (MDB) Vice, derrotando O Ex. Prefeito Francisco Pereira da Silva Filho (Filho Tiú (PT) que tinha como vice o Ex. Vice Prefeito Luís Pereira de Carvalho (Luisinho)  (PT)